# Rudniška nesreča v Idriji (1803)
V noči s 14. na 15. marec 1803 je prišlo do jamskega požara v rudniku živega srebra Idrija in predstavlja eno najhujših in najbolje dokumentiranih nesreč idrijskega rudnika. Požar je bil pogašen z zalitjem jamskega obrata, posledice požara pa so se odražale še v naslednjih letih. Nesreča je povečala število merkurialnih obolenj.  

## Ozadje
Rudnik Idrija je drugi največji rudnik živega srebra na svetu. Konec 18. stoletja se zaradi špansko-avstrijske kupoprodajne pogodbe iz leta 1785 šteje za proizvodni višek idrijskega rudnika. Rudnik si je od 1575 lastila država. V rudniku so požare dotedaj gasili bodisi z zazidavo posameznega dela jame ali pa z zalitjem jame, datum uvedbe rudniške požarne straže ni znan.

## Intervencija
V noči s 14. na 15. marec 1803 je zagorelo na nedelujočem delu Klementovega polja na VI. obzorju v rudniku živega srebra Idrija. Dim iz globin so na glavnem polju opazili rudarji nočne izmene, situacijo je preveril tudi jamski čuvaj, ki se je prebil 130 klafter (245 m) daleč. Sprožen je bil požarni alarm v obliki požarnega zvona, vsi rudarji pa so bili klicani na dolžnost gašenja, vendar požara ni bilo več mogoče pogasiti. V jami je bilo prisotnih okrog sto rudarjev, vse so evakuirali. V jami sta se izgubila rudniški uradnik in jamski čuvaj, ki sta bila evakuirana pozneje. Umrl je rudarski zidar Lovro Albrecht. Požar je zajel rudniško lesovje, kar je povzročilo sesedanje jame. Vzrok požara je neznan oziroma ni jasno, ali je ta nastal zarad človeške napake, kot je napačno postavljena jamska svetilka, ali zaradi vžiga jamskih plinov. 
15. marca so sklenili zazidati jamski obrat. Zazidali so vse rudniške jaške razen Frančiškovega jaška. 17. marca je bilo izdano obvestilo, da so govorice o popolnem uničenju rudnika Idrija pretirane. Jožefov in Terezijin jašek so neuspešno odmaševali 20. marca (ali 21. marca), 14. aprila in 2. maja, saj se je ogenj vsakič razplamtel. Požar je zajel tudi pogonsko gred Barbarinega jaška, ki se je kasneje sesedel. Aprila so bile jamske podpore Terezijinega jaška obnovljene in zavarovane, da so rudarji lahko napeljali štirioglato vodovodno cev. 14. maja se je posebna komisija pod vodstvom Josepha pl. Leithnerja odločila odpreti Terezijin jašek. Vanj so spustili ptico, nato pa se je do prve zapore spustila ekipa rudarjev s kamštarjem, ki pa so se zaradi gostih hlapov takoj vrnili. Požar se je dodatno razplamtel.

## Sanacija
V noči s 14. na 15. maj je bila za namene gašenja požara v jamo v Terezijinem jašku spuščena voda, ki je bila preusmerjena iz rudniškega vodnega kanala Rake, ki je sicer gnala jaškove kamšti. Voda je tekla teden dni, šumenje padajoče vode pa je trajalo tri dni. Drugi dan je prišlo do eksplozije, ki je na stavbah v okolici jaška povzročila številne razpoke. Skupno se je po vodovodu pretočilo 3.300.000 veder (1.650.000 litrov) vode. Jama rudnika je nato ostala zaprta več mesecev. Prišlo je do tresenja tal, domnevno zaradi posedanja jame, nastale so razpoke, uničena so bila stopnišča in podporni sistemi, porušeni so bili tudi nekateri obzidani rovi. Na več mestih je prišlo do kondenziranja živega srebra.
Po končanem gašenju oziroma zalitju jame je sledilo črpanje vode iz jame. Ko so drugič odprli jaške, je bil rudnik poplavljen vsaj v višini spodnjih 94,5 metrov. Izvozne naprave v požaru niso bile prizadete. V Barbarinem jašku so tako dnevno načrpali 400 m3 vode. Ta voda je bila rumene barve in je pomorila vse ribe nizvodno v Idrijci. Julija so bila sanacijska dela prekinjena zaradi visokih obolelosti. Novembra so prišli do izkopnih jam, voda je segala 92 klafter (137,8 m) visoko, maja 1804 pa le še 30 klafter (54,7 m) visoko. Maja 1805 vode v jami ni bilo več. Pri Jožefevemu jašku so z namenom pospešitve črpanja jamske vode postavili četrto kamšt. Zaradi železovega apnenca je bilo treba črpanje pogosto prekinjati. Avgusta 1803 so uvedli poskuse s ptiči, ptice so poginile takoj.
Rudnik je bil po nesreči protipožarno obnovljen, lesovje je bilo ponekod ojačano z malto. Jama je bila po požaru močno onesnažena in razgreta, na nekaterih mestih je dosegla temperaturo med 30–35 °C, na lesovju sta se nabirala štupa in živo srebro. Več mest v rudniku je bilo še več mesecev po požaru pretoplih za delo.  Na ogrožena mesta v jami so se namestile zlate ploščice, ki bi amalgamirale z živim srebrom.

## Posledice
Med zazidavo jaškov je bilo več rudarjev izpostavljenih žveplenim plinom. Ti so se tresli in imeli bolečine v nosu, neenakomeren utrip, hladen pot, toge, a odprte oči, hladne okončine ter krčevite premike. Rudarji, ki so bili v rovih ali na zadimljenih območjih, so imeli posledice tudi v urinu in krvi. Večina jih je trpela za močnim glavobolom zaradi dolgotrajne izpostavljenosti vročini. Zastrupitev z dimi je bila pogostejša oblika poškodb od opeklin. Zdravljenje je bilo preprosto: oboleli so pili kisle pijače ter prejemali obkladke iz mahu. Drugi anestetiki so bili odsvetovani.
Ukrep proti merkurializmu je bil omejen delovni čas ter dvodnevno izmenjevanje rudarskih ekip. Za merkurializmom oboleli rudarji niso jemali bolniških odsotnosti, ampak so delovali na prostem, te so pošiljali v Kanomljo na kopanje vodovodnega kanala. Julija so bila sanacijska dela prekinjena zaradi visokih obolelosti. Bolniški stalež je v prvi polovici leta 1803 imelo 66 delavcev na dan, v drugi polovici 1803, leta 1804 pa 94 na dan. Oboleli so imeli tresavico in prekomerno salivacijo.
Julija 1803 sta rudarski zdravnik dr. Hafner in kirurg dr. Melzer kupila galvanski električni aparat, s katerim sta zdravila živčno bolne rudarje. Takrat je zdravljenje veljalo za moderno, današnja medicina pa v učinke zdravljenja dvomi. Dvorna komora je novembra 1803 opozorila na šesturni delavnik ter pritiskala na vpeljavo nekdanjega osemurnega delavnika v zgornjem delu jame. 4. januarja 1804 je Dvorna komora predlagala uvedbo umetnih žveplenih kopeli. 29. februarja 1804 so zdravstveni uslužbenci podali poročilo, v katerem so podprli izgraditev kopališča.
Maja 1804 je Dvorna komora odobrila finančne nagrade za zaposlene, ki so se izkazali pri gašenju požara ter naročila zmanjšanje delavcev.
Smrtnost v Idriji se je leta 1804 in 1805 malenkostno zvišala, rodnost pa znižala. Čeprav ni eksplicitnih podatkov o zvezi med požarom in rodnostjo ali smrtnostjo, je do istega pojava prišlo pri jamskem požaru leta 1846.

## Dokumentacija
Poročilo o požaru kot prvo opisuje tudi pomoč in zdravljenje žrtev ter sanacijo. Poročilo avtorja dr. Franca Melzerja je bilo kasneje objavljeno v Analih za literaturo Avstrijskega cesarstva, nanj pa so se sklicevali tudi drugi pisci. Rudnik je 1805 prejel anonimno pismo iz Livorna, v katerem sta omenjena dva recepta za zdravljenje merkurializma, eno z janževim čajem in drugo v obliki maziva. Podatkov o njuni uporabi ali rezultatih ni.
Splošni opisi in informacije o požaru kot tudi vpliv živega srebra na rudarje, so se pojavili v več časopisih in poročilih. Poročila o vplivih nesreče na okolje so redka. Natančen opis dogodka je leta 1822 podal tudi angleški pisatelj in potopisec John Rassel.